# Referèndum de 2014 a Donetsk
El 10 d'abril, el govern separatista de l'anomenada República Popular va començar a formar la comissió electoral per dur a terme un referèndum sobre l'estatus de la regió. Puixilin va dir que «el treball en el referèndum està en marxa». S'estimaven uns 3,5 milions de votants.

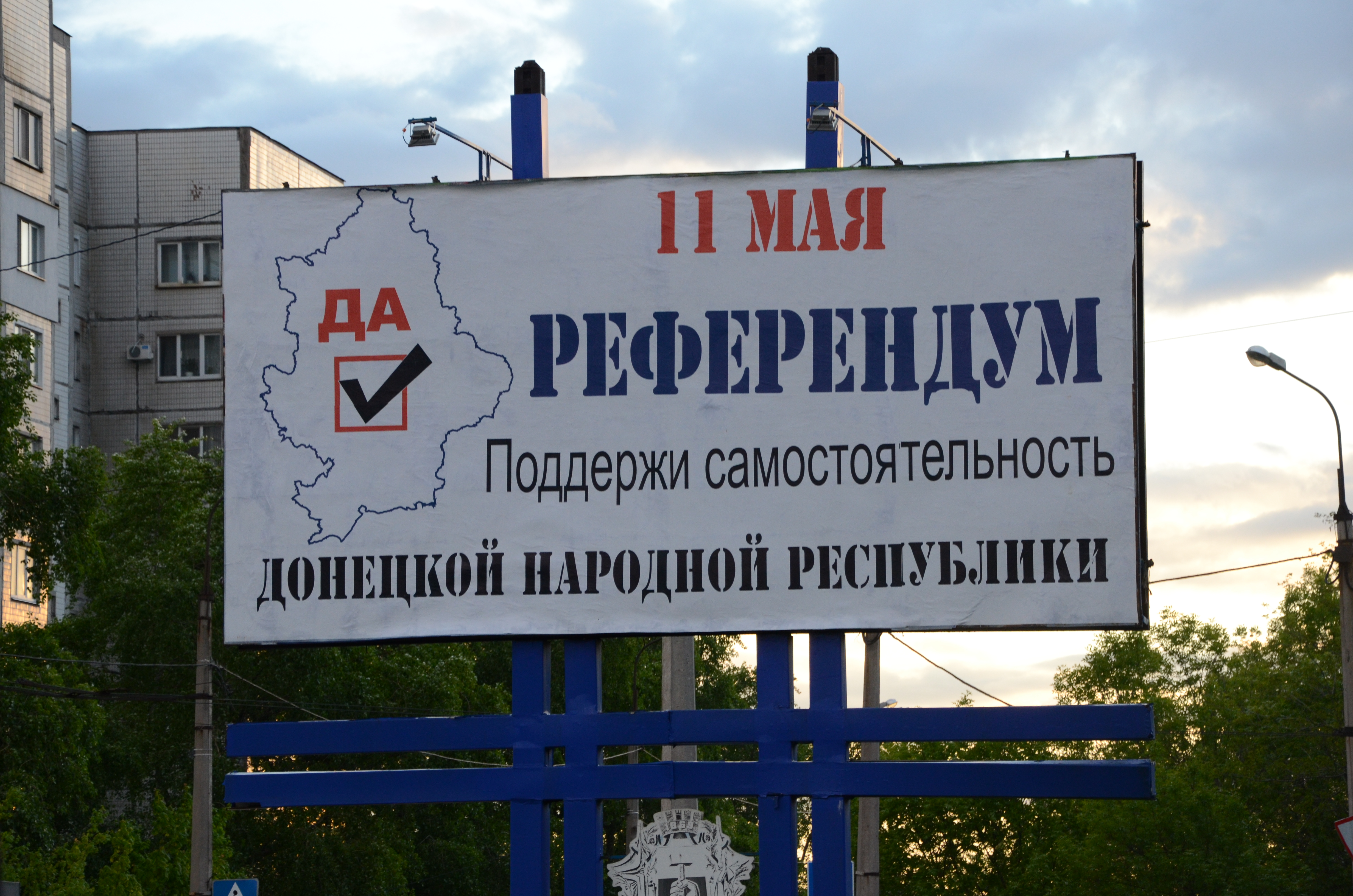
Avís sobre la consulta.

El 26 d'abril el govern va informar que els fons per al referèndum es van trobar, encara que la suma no va ser esmentada. Per al referèndum, en una impressora ordinària es van imprimir 3,2 milions de boletas.

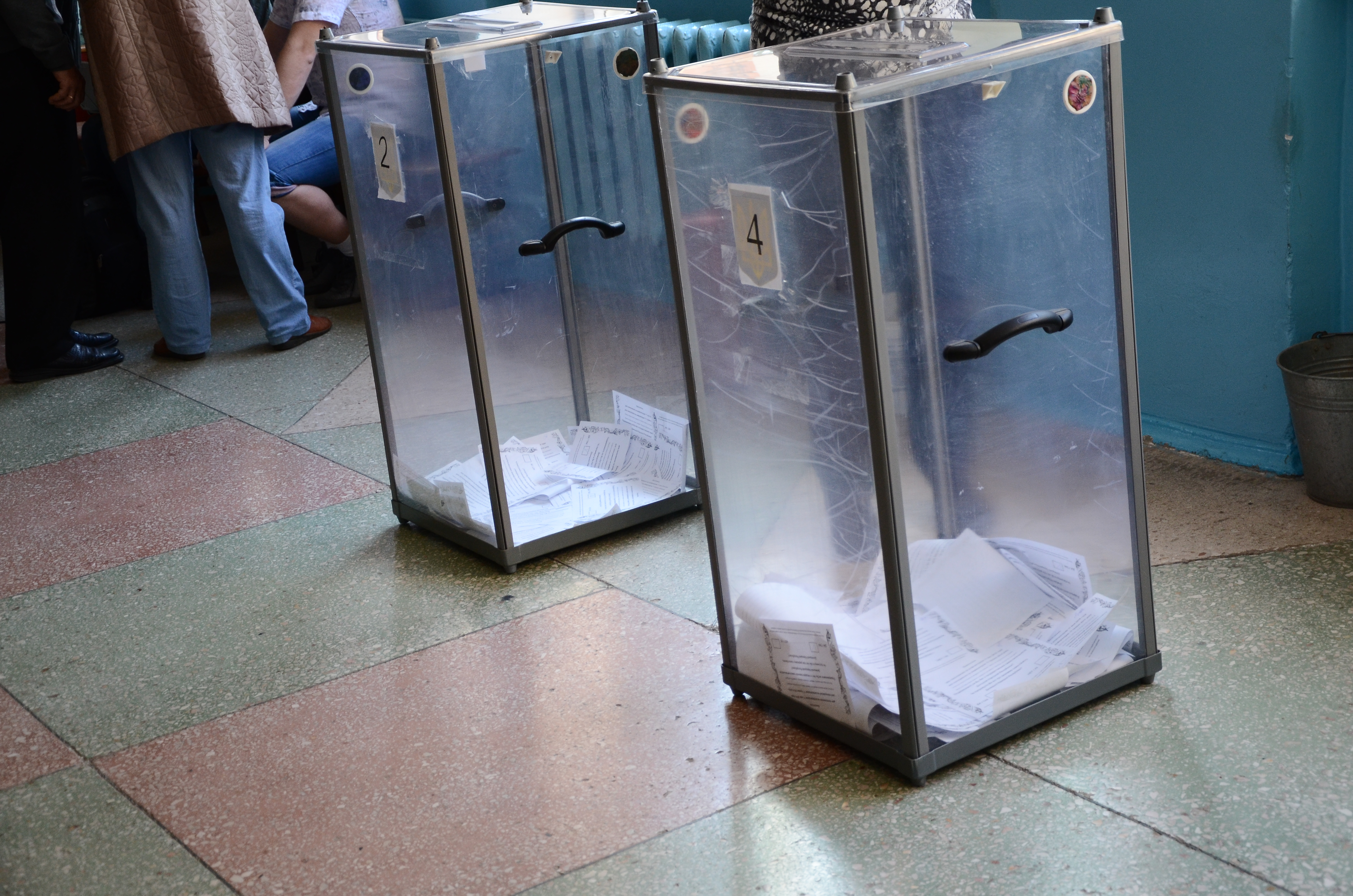
Les urnes eren transparents com en el referend de Crimea.

El president de la Comissió Electoral Central de la República Popular de Donetsk va dir que es van formar uns 2279 col·legis electorals. També va assegurar l'ús d'urnes transparents i va convidar a qualsevol persona i organisme a ser observador. Denis Puixilin, autoproclamat president, va revelar el 30 d'abril que cosacs de Rússia es van oferir per ajudar amb les tasques de seguretat durant la votació.
El president rus, Vladímir Putin, va cridar als sectors d'oposició al govern central de Kíev a posposar el referèndum per a l'autonomia de Donetsk i Luhansk previst per l'11 de maig. El candidat a la presidència d'Ucraïna Petrò Poroixenko va assegurar que la situació en l'est d'Ucraïna pot millorar gràcies a aquesta crida.
No obstant això, el 8 de maig els integrants de l'assemblea popular de Donetsk i el Consell Civil de Luhansk van decidir no ajornar la celebració del referèndum.
El 8 de maig més d'un milió de paperetes per al referèndum havien estat destruïdes després d'un atac contra l'editorial perpetrat per un grup de radicals. Encara que després, la Comissió Electoral va negar el fet. Cap al 10 de maig, es va confirmar l'absència d'observadors internacionals. Els organitzadors de la consulta dijieron que confiaven que es registri una «alta participació» i van anunciar que els resultats es donaran a conèixer en menys de 24 hores després del tancament dels col·legis.

### Dia de l'elecció

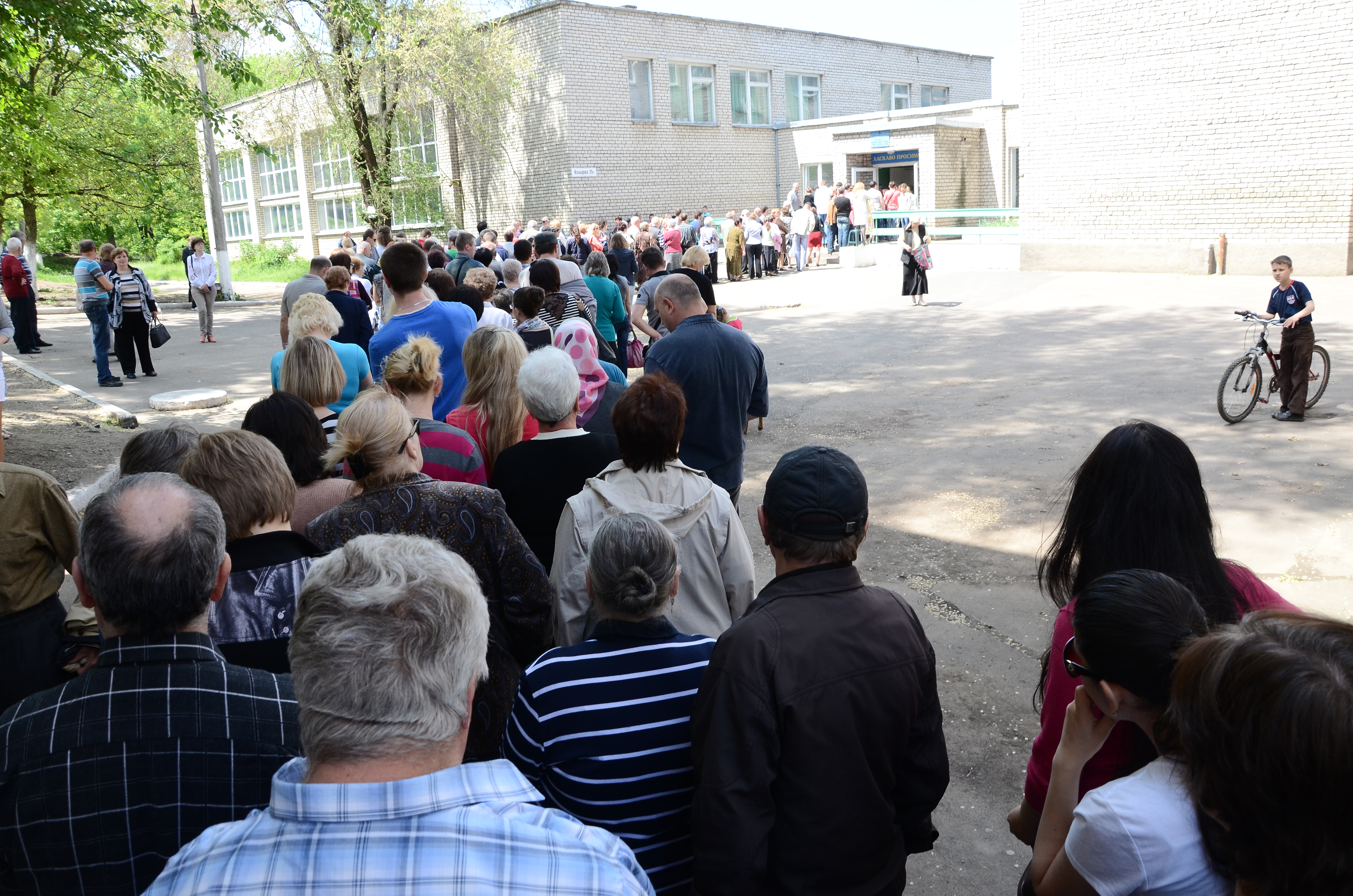
Fila per ingressar a un col·legi electoral.

Els col·legis electorals van estar oberts a partir de les 09:00, hora local (06:00 UTC), i van tancar les portes a les 22:00 (19:00 UTC). Llargues cues de ciutadans que volien votar es van formar durant tot el dia. Segons el president de la Comissió Electoral, Román Liaguin, en les comissions electorals territorials de Donetsk van treballar prop de 15.000 persones i s'esperava una participació de més del 70%. La votació va ser duta a terme als mateixos centres on la població de la regió sol votar durant les eleccions ucraïneses. Autodefenses i policies van realitzar un operatiu de seguretat.

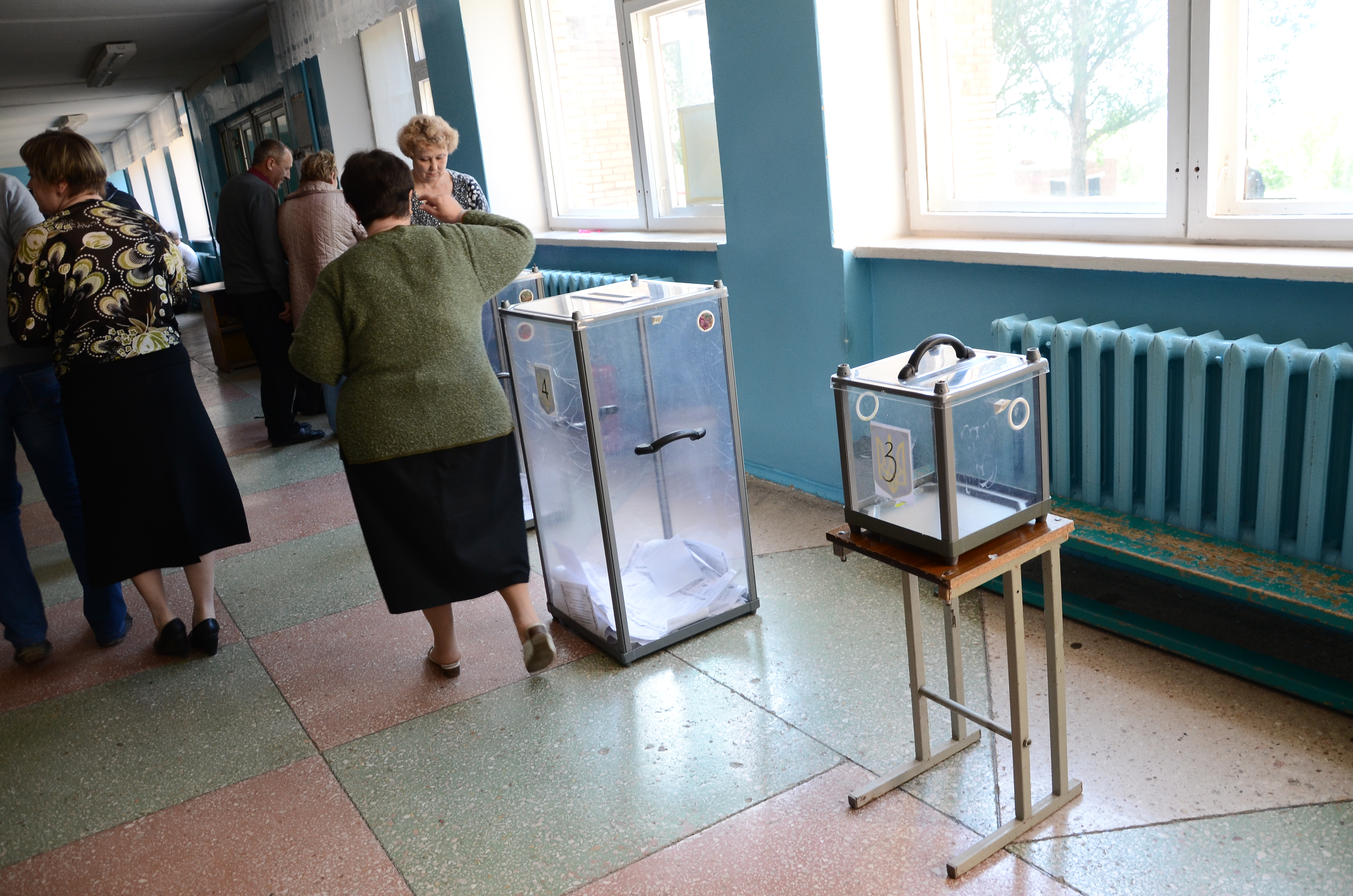
Votació en un col·legi electoral.

Pável Gúbarev va declarar que la «creació d'un nou subjecte seria el resultat del referendum» i que el següent pas no seria la unificació a Rússia. Les autoritats ucraïneses van declarar que no reconeixerien els resultats del referèndum i ho van qualificar d'una mesura «que és gens més que una enquesta d'opinió pública».
El referèndum va començar d'hora el 10 de maig en Mariupol, per la possibilitat que les forces de seguretat ucraïneses tornessin després dels incidents del 9 de maig. Altres localitats també van reportar la votació anticipada en algunes àrees. Uns 470 periodistes «van observar» el referèndum a la regió de Donetsk.
Segons fonts de notícies ucraïneses, la majoria dels residents no tenien la intenció de vot, mentre que uns altres no sabien on estaven situades les taules electorals. Van denunciar que unes 100 000 paperetes ja estaven marcades amb l'opció «sí» el dia anterior a la votació en Sloviansk.

#### Enfrontaments durant el referèndum
A la ciutat de Krasnoarmiisk un comando de la Guàrdia nacional d'Ucraïna va detenir la votació en un col·legi electoral i va disparar ràfegues de fusell contra els ciutadans desarmats, matant a un d'ells; els veïns van acudir de forma massiva al lloc de votació per defensar-ho. Quan un grup de ciutadans desarmats va seguir cridant "feixistes" als guàrdies ucraïnesos que es retiraven, aquests van disparar ferint greument a un ancià; com a resultat final, va haver-hi almenys dos morts i un ferit. En Mangush, situada a 20 quilòmetres de Mariúpol, militars ucraïnesos van confiscar urnes i paperetes electorals. El president de la Comissió Electoral va dir que no podia establir comunicació amb dos punts electorals a la ciutat de Krasni Limán, on es reportaven combats entre activistes i militars ucraïnesos. Serguéi Pashinski, cap interí de l'administració del president d'Ucraïna, va declarar que l'operatiu policial a les ciutats de Sloviansk, Krasni Limán i Kramatorsk i en els seus voltants es troba en «la seva fase final». Per seguretat, els col·legis electorals en Mariupol van ser tancats tempreno. Malgrat els enfrontaments, en Sloviansk han participat un 80% dels votants. El poble de Andréevka, localitzat a la rodalia de Sloviansk va sofrir atacs d'artilleria de l'exèrcit ucraïnès tant abans com després de la votació, van ser destruïdes algunes edificacions i cotxes.

### Pregunta
La pregunta va ser: «Recolza vostè l'acte d'independència estatal de la República de Donetsk?» I les respostes possibles van ser dues: sí o no. Les butllletes van estar en els idiomes rus i ucraïnès.

### Legalitat
D'acord amb l'article 73 de la Constitució de 1996 d'Ucraïna i l'article 3 de la llei de 2012 sobre els referèndums, els canvis territorials només poden ser aprovats a través d'un referèndum si es permet que tots els ciutadans d'Ucraïna participin, incloent els que no resideixen la zona.
No obstant això, els separatistes consideren que el referendum era legal a la llum del dret internacional, perquè la declaració d'independència d'un territori va ser acceptada a partir del 22 de juliol de 2010, quan el Tribunal Internacional de Justícia va concloure que la declaració unilateral d'independència de Kosovo no va violar el dret internacional ni la Resolució 1244 del Consell de Seguretat de les Nacions Unides.

### Resultats
Enquestes inicials realitzades per diversos mitjans de comunicació internacionals van mostrar una majoria de vots a favor de l'autonomia. En la nit de l'11 de maig, els resultats finals van ser donats: amb una participació del 74,87%, un 91,78% va votar al «Sí», a favor de la independència de la República Popular de Donetsk, i un 7,1% al «No».

### Conseqüències
Denis Pushilin va anunciar immediatament després del referèndum que els militars d'Ucraïna havien de deixar Donetsk, ja que els va considerar «ocupants». També va dir que «és necessari (per a la República Popular de Donetsk) per formar els òrgans de l'Estat i les autoritats militars tan aviat com sigui possible». El 12 de maig, el Consell de la República Popular de Donetsk va declarar la seva sobirania i va demanar a Moscou que consideri la possibilitat de la seva integració a la Federació de Rússia per restablir la «justícia històrica».

### Reaccions
- Alemanya: Un portaveu de la canceller Angela Merkel va dir: «tal referèndum, en contra de la Constitució d'Ucraïna, no calma les coses, sinó que les augmenta».[35]
- Estats Units d'Amèrica: La portaveu del Departament d'Estat Jen Psaki va dir que «cap nació civilitzada reconeixerà els resultats. Estats Units I si Rússia fa un pas més per tornar a representar la seva il·legal annexió de Crimea en l'est o el sud d'Ucraïna i envia més forces sobre la frontera, seguiran les dures sancions dels Estats Units i la Unió Europea».[35]
- Rússia: Senadors russos no van observar el referèndum de l'11 de maig a les regions de Donetsk i Lugansk. Rússia Això va ser anunciat pel primer vicepresident del Comitè Internacional del Consell de la Federació de Rússia i cap encarregat de la situació a Ucraïna, Vladímir Dzhabárov. El portaveu del cap d'Estat rus va dir que Vladímir Putin donarà la seva opinió sobre el referèndum «després dels resultats».[15]

El servei de premsa del Kremlin va informar després del referèndum que «Moscou respecta la decisió de la població de les províncies de Donetsk i Luhansk i es basa en el fet que la materialització dels resultats del referèndum es durà a terme d'una manera civilitzada, sense recórrer a la violència, únicament a través del diàleg entre els representants de Kíiv, Donetsk i Luhansk».
- Suècia: El ministre de Relacions Exteriors Carl Bildt va dir que «les xifres de referends falsos en l'est d'Ucraïna probable que siguin falsos. No hi ha forma de participació, fins i tot de complicitat».[36]
- OSCE: El President de l'Assemblea Parlamentària Ranko Krivokapic va demanar als activistes cancel·lar el referèndum, dient que «la idea que el vot lliure i just tenint lloc en aquests anomenats referends és absurd. No només són aquests referends completament il·legítims als ulls de la comunitat internacional, si no que es duen a terme enmig d'un clima de por, la violència i anarquia. Demano a les autoritats de facto de Donetsk i Luhansk[37] suspendre aquestes burles d'un vot. Tots a Ucraïna haurien de centrar-se a fer sentir la seva veu el 25 de maig, quan el país es tria a un nou president».[38]
- Unió Europea: La portaveu de la diplomàcia de la Unió Europea va dir que l'organisme «considera il·legítim el referèndum i no reconeix el seu resultat».[16]